# Pukapuka
|  | Aquest article tracta sobre Pukapuka de les illes Cook. Si cerqueu l'atol de les Tuamotu, vegeu «Puka Puka». |

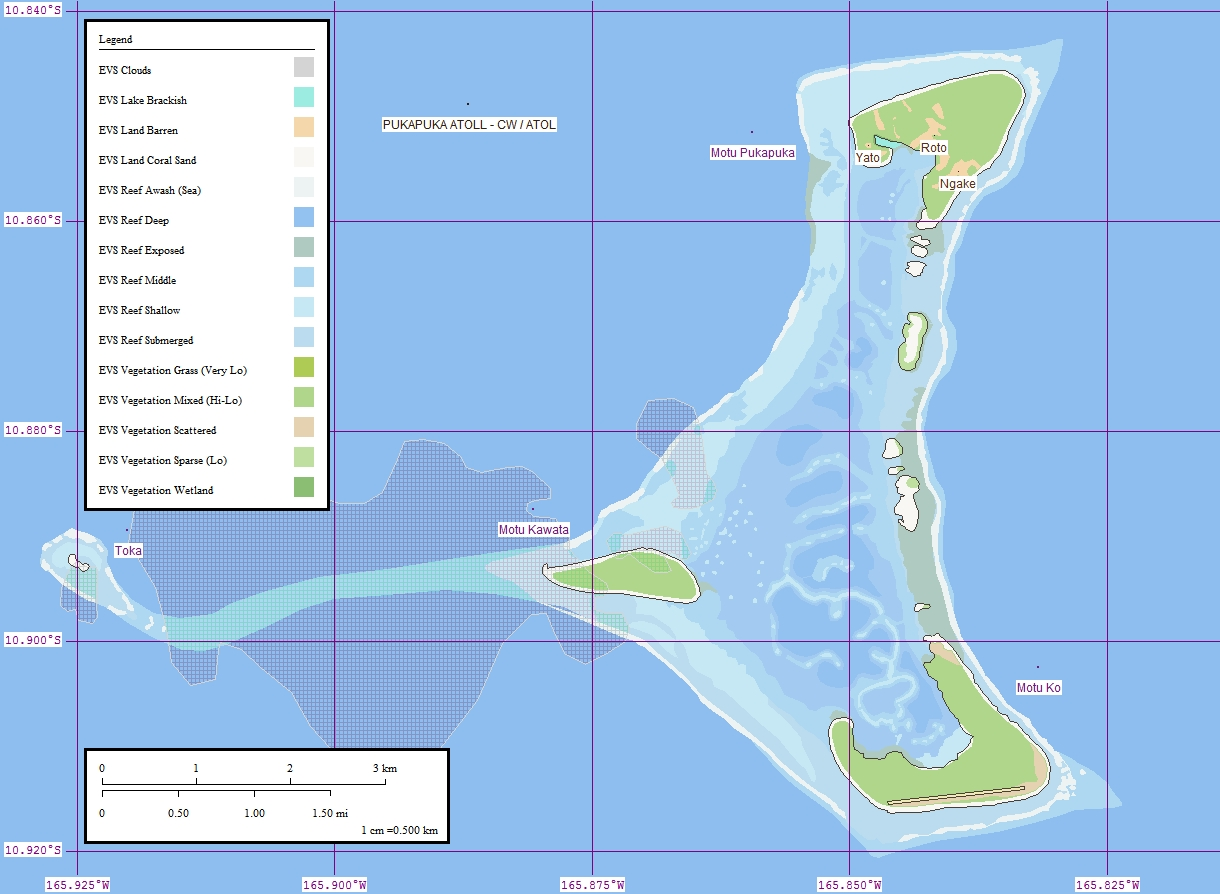
Mapa de l'atol Pukapuka

Pukapuka (abans Danger Island) és un atol de les illes Cook septentrionals. Es troba aïllat, a 1.300 km al nord-oest de Rarotonga, més a prop de Samoa que de les altres illes de les Cook. Les seves coordenades són: 10° 53′ S, 165° 51′ O / 10.883°S,165.850°O.

## Geografia
L'atol consisteix en tres illes majors, una a cada extrem de l'escull de forma inusualment triangular. La superfície total és d'1,3 km². Des de temps històrics coexisteixen tres viles, totes tres a l'illa Wale, i cadascuna té el seu propi consell insular. La població total era de 664 habitants al cens del 2001. Disposa d'una pista d'aterratge, però els vols són poc freqüents.

## Història
S'han trobat restes arqueològiques, datades cap a l'any 300 aC, amb ossos d'animals canins relacionats amb el dingo d'Austràlia. Se suposa que per aquesta època estaria habitat per humans. Les proves arqueològiques humanes més antigues són al voltant de l'any 400 dC. Sobre l'any 1300 Pukapuka va ser poblat per migracions des de Samoa, influenciant en els costums i la llengua actual, més propera al samoà que al maori. El nom antic era Te Ulu-o-te-wate que significa 'el cap de roca'. El nom de Pukapuka era l'antic nom de l'illa Wale.
Pukapuka va ser descoberta per Álvaro de Mendaña, el 20 d'agost del 1595, el dia de Sant Bernat, i l'anomenà San Bernardo. Era la primera illa descoberta de les Cook, i es dona la coincidència que la primera illa descoberta del Pacífic era una altra Puka Puka, en aquest cas a les Tuamotu setanta-quatre anys abans.
No hi va arribar cap més europeu fins cent seixanta anys més tard. Va ser l'anglès John Byron, el 1765, que no va poder desembarcar per les perilloses onades sobre els esculls i va anomenar Pukapuka l'illa del Perill, Island of Danger. Amb aquest nom es va conèixer tot el grup nord de les illes Cook.